# 斯潘塞 (艾奥瓦州)
斯潘塞（Spencer）是美国艾奥瓦州克莱县的城市和县城。2010年美国人口普查时人口为26885人。它位于小苏河和奥奇登河的交汇处。2010年美国人口普查中的人口为11,233人，比2000年人口普查中的11,317人少。 斯宾塞因每年9月份举行的“克莱县博览会”而出名，平均每年有超过30万人次。该镇图书馆的猫（现在已故），杜威·樂讀·布克斯，在全世界都是知名的。